# Apamea coreina
Apamea coreina är en fjärilsart som beskrevs av Felix Bryk 1948. Apamea coreina ingår i släktet Apamea och familjen nattflyn. Inga underarter finns listade i Catalogue of Life.